# Famille Dareste de La Chavanne
La famille Dareste de La Chavanne est une famille française subsistante de la noblesse, originaire du Lyonnais.

## Origine
Dareste de La Chavanne est le nom d'une famille d'origine lyonnaise. Elle est issue de Claude Dareste (mort avant 1631), maître fileur de soie à Saint-Chamond qui vint à Lyon s'installer comme marchand.

## Noblesse
Barthélémy Dareste de La Chavanne (1670-1738) est anobli comme échevin de Lyon en 1692 et 1693. Vote noble à Lyon en 1789.

## Armes
Les armes de la famille sont D'azur au chevron accompagné en pointe d’un phénix dans son immortalité regardant un soleil naissant du canton dextre du chef, le tout d'or.

## Liens de filiation entre les personnalités
La lecture des registres de l'état civil permet d'établir les liens de filiation suivant entre les personnalités de cette famille :
Claude Dareste (mort avant 1631), maître fileur de soie à Saint-Chamond qui vint à Lyon s'installer comme marchand.
- Claude Dareste épouse Jeanne Razey
  - Antoine Dareste (1600-1688), fileur de soie. Il épouse Jeanne Roland.
    - Camille Dareste (1635-1718) épouse Marie Antoinette Gayot.
      - Barthélémy Dareste, seigneur de Saconay (1670-1738) épouse Claire Guillet.
        - Jean Jacques Dareste, seigneur de la Plagne (1717-1780) épouse Françoise Gavault.
          - Antoine Dareste de la Chavanne (1760-1836) épouse Jeanne Palais.
            - Rodolphe Jean-Baptiste Dareste de La Chavanne (1789-1879).

- Rodolphe Jean-Baptiste Dareste de La Chavanne (1789-1879), chef de bureau au ministère des Finances. Le 20 janvier 1820 à Paris 3e, il épouse Françoise Claire Mathilde Dareste de La Plagne.
  - Antoine Dareste de La Chavanne (1820–1882), historien. Le 6 novembre 1847 à Paris 3e, il épouse Marie Claudine Etesse.
    - Rodolphe Dareste de La Chavanne (1850-1940) épouse Marthe Chappet de Vangel.
      - Joseph-Jacques (1881-1948) épouse Louise Lacroix Laval (1886-1981)[2].
        - Claude-Rodolphe-Antoine Dareste de La Chavanne (1918-2014)[1] épouse Etienette de Campagnac.
          - Hubert Dareste de La Chavanne[1].

  - Camille Dareste de La Chavanne (1822–1899), zoologue
  - Rodolphe Dareste de La Chavanne (1826–1911), historien du droit et magistrat

## Pour approfondir